# Jessica Bechtel
Jessica Bechtel (ur. 3 października 1984) – niemiecka zapaśniczka walcząca w stylu wolnym. Zajęła piąte miejsce na mistrzostwach świata w 2006. Piąta na 
mistrzostwach Europy w 2002 i 2006. Szósta w Pucharze Świata w 2007 i ósma w 2003. Wicemistrzyni świata juniorów w 2003 i mistrzyni Europy w 2004.
Pięciokrotna mistrzyni Niemiec w latach: 2002 i 2005 - 2008; druga w 2003, 2004, 2010 i 2012, a trzecia w 2011 i 2013 roku.